# Victória Amorim
Victória Amorim do Nascimento (Itaguaí, 29 de novembro de 1997) é uma jogadora de golbol brasileira.

## Biografia e carreira
Amorim é natural de Itaguaí, no estado do Rio de Janeiro. Ela ficou cega aos onze anos de idade por causa de uma atrofia no nervo óptico. Começou a jogar golbol aos treze anos, quando já estudava no Instituto Benjamin Constant, no Rio de Janeiro.
No Campeonato Brasileiro de 2015 ela foi campeã e artilheira da competição. Foi homenageado na cerimônia do Prêmio Paralímpicos 2015 como a melhor atleta de golbol daquele ano.
Amorim representou o Brasil nos Jogos Parapan-Americanos de Toronto 2015 e de Lima 2019, faturando a medalha de ouro em ambas competições. Nos Jogos Paralímpicos do Rio 2016, a equipe brasileira chegou até a semifinal, onde foi derrotada. Na disputa pelo bronze, uma nova derrota fez com que ela e sua equipe terminassem o evento sem medalhas.

## Principais conquistas
Jogos Parapan-Americanos
- Ouro – 2015[4]
- Ouro – 2019[4]